# 南野拓実
南野 拓実（みなみの たくみ、1995年1月16日 - ）は、大阪府泉佐野市出身のプロサッカー選手。リーグ・アン・ASモナコ所属。ポジションはミッドフィールダー、フォワード。日本代表。

## 経歴

### プロ入り前
小学生時代はゼッセル熊取FCに所属。当時のチームメイトに室屋成がいた。2007年、複数のJアカデミーからのオファーの末、泉佐野市立第三中学校入学と同時にセレッソ大阪U-15へ入団。
2009年、第24回日本クラブユースサッカー選手権（U-15）大会でベスト8まで勝ち進み、得点王を獲得。
2010年、セレッソ大阪U-18へ昇格。プリンスリーグ関西1部第1節神戸市立科学技術高等学校戦でいきなりハットトリックを達成し勝利に貢献すると、その後も負けなしで優勝を飾った。
2011年、プレミアリーグウエストで得点ランキング4位の9得点を記録したほか、第19回Jリーグユース選手権大会では、8試合で13得点を挙げて得点王を獲得した。
2012年8月、秋山大地とともにトップチームの2種登録選手となり、J1第32節大宮アルディージャ戦で公式戦初出場。チームのJ1残留がかかった最終節川崎フロンターレ戦で公式戦初先発・フル出場を果たし、天皇杯4回戦清水エスパルス戦で公式戦初得点を記録した。同年、プレミアリーグウエストで16得点をあげ、得点ランキング2位の成績を残した。

### セレッソ大阪
2013年、秋山大地、岡田武瑠、小暮大器とともにトップチームへ昇格。柿谷曜一朗から背番号13番を引き継いだ。第1節・アルビレックス新潟戦からスターティングメンバーに抜擢され、高卒ルーキーとしてはクラブ史上初の開幕スタメン入りを果たすと、第14節・ジュビロ磐田戦でリーグ戦初得点を記録し、大久保嘉人が保持していたクラブのJ1リーグ戦最年少得点記録（18歳10ヶ月5日）を更新した（18歳5ヶ月20日）。同年7月26日、親善試合・マンチェスター・ユナイテッド戦でチーム全得点に絡む活躍を見せ、ユナイテッドの選手や監督から高い評価を得た。リーグ戦、最終節では2得点の活躍を見せた。試合後、退任が決まっていたレヴィークルピ監督は「今シーズンを通して、もし今日のように中央でよりゴールに近いポジションでプレーをしていれば、もっとゴールを決めることができたと思う。それができなかったのは、私の監督としての責任でもあります。いろいろな事情があって、サイドでしっかり守ってから攻撃にいくという役割を、自分を犠牲にしてチームのためにやってくれた。今日のようにゴールに近い、中でプレーをすれば日本のサッカー界を背負って立つ、将来明るい選手であると思います。」と話した。ルーキーイヤーながらチームの主力としてリーグ戦出場29試合5得点（カップ戦を含め38試合8得点）という成果を残し、Jリーグベストヤングプレーヤー賞を受賞した。
2014年、前年の躍進から自身、クラブ共に大きな期待を受けて迎えたシーズンだったが、新監督を迎えたチームは開幕から勝ち点を伸ばせず、度重なる監督交代を経て17位に沈み、J2へ降格。監督交代が続く中で、柿谷曜一朗、 ディエゴ・フォルラン、扇原貴宏ら他のチームメイトと同様に長所を発揮できず、自身もリーグ戦2得点に留まり、シーズン中に2度の一発退場処分を受けるなど、不本意な成績に終わった。

### ザルツブルク

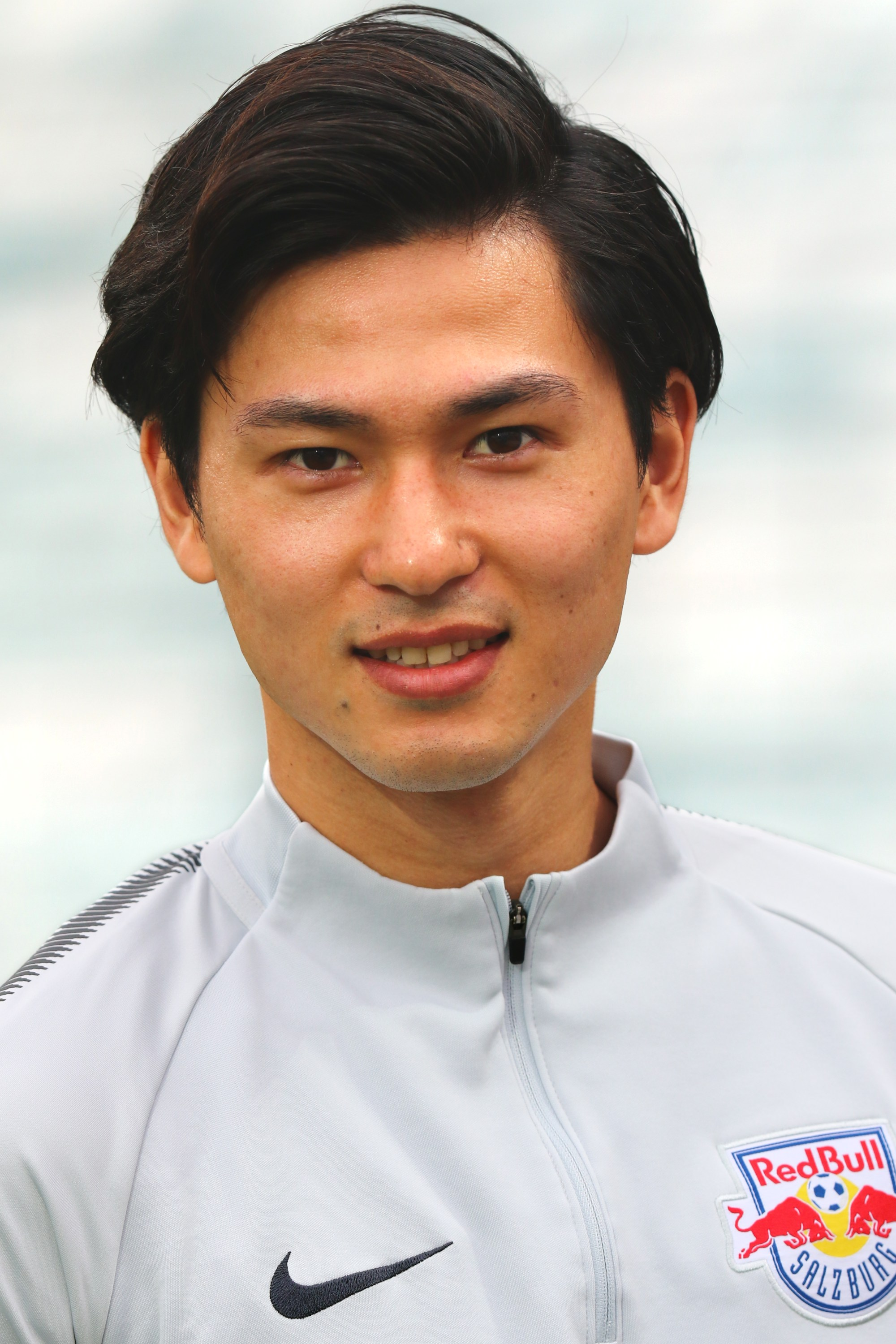
レッドブル・ザルツブルクでの南野（2018年）

2015年1月6日、オーストリア・ブンデスリーガのFCレッドブル・ザルツブルクに完全移籍することが発表された。FCレッドブル・ザルツブルク史上5人目のアジア人選手となった。背番号は18番。2月14日、リーグ戦第20節のSCウィーナー・ノイシュタット戦で右MFとして先発デビュー。3月4日、リーグ第23節FCアドミラ・ヴァッカー・メードリング戦で2ゴールを決め、移籍後リーグ初ゴールを記録した。5月24日、リーグ第33節ヴォルフスベルガーAC戦に先発出場し、アシストを記録してチームのリーグ優勝を飾った。
2015-16シーズン、初戦となった7月18日のオーストリア・カップ1回戦でシーズン初得点。8月11日、リーグ戦第4節のSVリート戦で初先発し、2得点をあげる活躍で勝利に貢献。8月27日、UEFAヨーロッパリーグのFCディナモ・ミンスク戦に出場し、1得点をあげたがチームはプレーオフで敗退した。リーグ戦では主力としてシーズン10得点をあげる活躍を見せ、チームの優勝に貢献した。
2016-17シーズン、2017年2月19日に行われた第22節のSVリート戦でプロ入り初のハットトリックを含む、3得点1アシストの活躍をみせた。4月2日、第27節のSCラインドルフ・アルタッハ戦では2得点1アシストをマークして2年連続2桁得点をあげた。
2017-18シーズン、UEFAチャンピオンズリーグ予選2回戦のヒバーニアンズFC戦で今季初得点を決めた。7月22日、リーグ戦開幕戦のヴォルフスベルガーAC戦で得点を決めた。11月5日、負傷で離脱をしていたが第14節のSKNザンクト・ペルテン戦で先発すると2得点をあげた。2018年2月14日、UEFAヨーロッパリーグ・ラウンド32の1stレグ、レアル・ソシエダ戦でEL初得点を決めた。リーグ戦最終節ではフル出場して優勝に貢献、チームは5連覇を達成した。
2018-19シーズン、2018年9月2日に行われた第6節のFCアドミラ・ヴァッカー・メードリング戦で今季リーグ戦初得点を決めた。11月8日、UEFAヨーロッパリーグ・GS第4節のローゼンボリBK戦で日本人史上初のハットトリックを決める活躍を見せた。リーグ戦第29節、フル出場してチームの6連覇に貢献した。
2019-20シーズン、2019年8月17日に行われた第4節のSKNザンクト・ペルテン戦では今季3点目を決めて、開幕から4試合で3得点の活躍を見せた。9月27日、UEFAチャンピオンズリーグ・GS第1節のKRCヘンク戦でCLデビューを果たし、2アシストの活躍を見せた。移籍当初は「早く結果を出して2、3年でステップアップしたいと思っていた」が、ザルツブルクでの在籍期間は5年間にも及んだ。その間は日本代表にも定着できず、UEFAチャンピオンズリーグ出場権を逃す年が続くなど、自宅の壁に貼っていた「ビッグクラブでスタメンでプレーする。チャンピオンズリーグに出る」という目標が遠のいた。しかし、遠くの夢に向けて「そのために今季いくつゴールを取って、次の試合に出るためにこういうところを意識する」といった近い目標も記し続け、「自分の目標がブレなかった」「ビッグクラブでプレーしたい、スタメンになりたい気持ちは常にあった。そのために海外に行って、プレーして、その目標のために頑張ってきたので」。その気持ちは2019年秋、ついに報われることになった。10月3日のチャンピオンズリーグ・GS第2節、黄喜燦からのクロスボールをペナルティエリア外からダイレクトボレーシュートでゴールし、フィルジル・ファン・ダイクのマークを外して、アーリング・ハーランドのゴールをアシストするなど、前回大会王者リヴァプールFCに対し1ゴール1アシストの活躍を見せた。試合には3-4で敗れたが、このパフォーマンスがキャリアを大きく切り拓いた。

### リヴァプール
2019年12月19日、プレミアリーグのリヴァプールFCに翌年1月1日より加入する事で合意した。リヴァプールFC史上初のアジア人選手となった。
契約期間は4年半。背番号はザルツブルク時代と同じ18番。英ガーディアンの報道では、CLで対戦したリヴァプールのフィルジル・ファン・ダイクやジョーダン・ヘンダーソンがユルゲン・クロップ監督へ南野の獲得を提言したとされていたが、DAZNのサッカー番組「内田篤人のFootballTime」内で、現在代理人を務める秋山祐輔氏が試合後、リヴァプール側に獲得を打診したことがきっかけだったと明かされた。2020年1月5日、FAカップ3回戦のエヴァートンFC戦に先発出場し、移籍後初出場。1月23日のプレミアリーグ第24節ウルヴァーハンプトン・ワンダラーズFC戦では、前半33分に負傷したサディオ・マネとの交代でプレミアリーグ初出場を果たした。3月12日のアトレティコ・マドリード戦の2ndレグで移籍後初のチャンピオンズリーグ出場を果たした。このシーズンは控えの立場だったが、リヴァプールは30年ぶりのリーグ優勝を果たし、南野は日本人4人目のプレミアリーグ優勝経験者となった。
2020-21シーズンの初戦となった2020年8月29日に行われたFAコミュニティ・シールドのアーセナルFC戦に途中出場し、後半28分に移籍後15試合目にして初得点を決めた。なお、リヴァプールの選手としては、移籍後初ゴールをウェンブリー・スタジアムで決めた初の選手となった。9月24、EFLカップ3回戦のリンカーン・シティ戦で移籍後初の2ゴールを決めて勝利に貢献した。12月19日のクリスタル・パレスFC戦ではモハメド・サラーに代わって先発出場。開始3分にプレミア初得点となる先制ゴールを決め、7-0の大勝に貢献した。

#### サウサンプトン
2021年2月2日、サウサンプトンFCにシーズン終了までのレンタルで移籍した。サウサンプトンFC史上3人目のアジア人選手となった。背番号は19番。2月6日、ニューカッスル・ユナイテッドFC戦に先発出場し、前半30分には移籍後初出場でゴールを挙げたが、チームは2-3で敗戦。2月20日、ホームのチェルシーFC戦で、前半33分に移籍後2ゴール目をマークした。試合はその後PKで1点を返されたものの1-1で引き分け、チームに6試合ぶりの勝ち点をもたらした。

#### リヴァプール復帰
2021年9月21日、カラバオ・カップのノリッジ・シティFC戦で復帰後初ゴールを決めた。これを皮切りにサラー、マネ、ロベルト・フィルミーノ、ディオゴ・ジョッタら世界屈指の厚い選手層の中で、いわゆるターンオーバー要員に活路を見出すこととなる。リーグでは第12節のアーセナル戦で途中出場から45秒でゴールを挙げ、第22節のブレントフォードFCとの対戦ではバースデーゴールを決めるなど少ない出番ながら一定の結果を残した。しかし上記の選手層に更にルイス・ディアスが加入し、南野の立場はより苦しいものとなっていく。それでもカラバオ・カップ準々決勝のレスター・シティFC戦では、敗退寸前で迎えた後半アディショナルタイムにジェイムズ・ミルナーのクロスをボレーで決めて同点とし、ギリギリでPK戦に持ち込みチームを勝利へ導いた。また、このゴールは2000-2001シーズンのヴラディミール・シュミツェル以来のリーグカップ3試合連続得点であった。最終的にカラバオカップでは5試合4得点で10シーズンぶり、FAカップでは4試合3得点で16シーズンぶりの優勝に貢献し「ファンが選ぶFA杯ベストイレブン」に選出 されるなど、両大会でクラブ内得点王の大活躍を果たした。これらのカップ戦での猛アピールにより、2022年5月17日のサウサンプトン戦でリーグ残り2試合にして遂に初先発を掴む。ようやく巡ってきたチャンスでは見事ゴールを記録し、リーグ優勝に望みを繋いだ。このゴールは英公共放送BBCの選出するリバプールの月間ベストゴールに選出されている。シーズン全体としてはイングランドの公式戦で8ゴール以上を記録した全232選手（4部以上限定）の中で1位の決定率（シュート29／得点10＝34.5%）を残した。また、1得点に要した出場時間も最少となる79.5分であった。チャンピオンズリーグ決勝（レアル・マドリードに0-1で敗れ準優勝）でベンチ入りした際も出番が与えられないなど、ディヴォック・オリジらと同様あくまでレギュラーに何かあった時の代わりという立場は変わらなかったものの、最終盤まで史上初の"4冠"の可能性を残した歴史的シーズンに貢献した。

### モナコ
2022年6月28日、ASモナコへの完全移籍が発表された。加入直後は「練習がハード。その後に身体を回復させて次の試合に合わせていくのが、すごく大変。でも、今はちょっとずつ慣れてきているし、フィジカルコーチとかとも相談しながら、いろいろ調整しながらやっている。このリーグに適応するために何が必要なのか、このチームでもっと自分が活きるためには、どうすればいいかを考えてた。今までもそうやってきたし、適応できる自信があるので、それを信じてやっていく」と、手探り状態にあった。しかし、ワールドカップ開幕までの期間で調子は上がらず、一部のフランスメディアからは今季のワースト補強と酷評された。迎えたワールドカップではPKを外して本人曰く「人生最悪の日」となり、リーグ戦では18試合の出場に留まり、厳しいシーズンとなった。
2023-24シーズン、監督にザルツブルク時代の恩師であるアドルフ・ヒュッターが就任し、セカンドトップやトップ下、サイドハーフで起用された。8月8日のバイエルン戦では先制ゴールを挙げ、アーセナルFC戦も含めてプレシーズンマッチから活躍し、シーズン開幕戦のクレルモン・フット戦で3-4-2-1の右シャドーとして開幕スタメン入りを果たした。1点ビハインドの前半26分、同点ゴールをアシスト。さらには70分にウィサム・ベン・イェデルの勝ち越しゴールを演出した。シーズン前半戦でゴールに繋がった一連のプレーに関与した回数は13回でチーム内最多だった。シーズン後半戦も戦術的な中心選手として君臨し、23節RCランス戦には右サイドハーフで起用され2-2の状況で後半アディショナルタイムに決勝点を決めた。フランスサッカーメディア『SO FOOT』は「モナコが徐々に崩壊し、ランスに完全に追い詰められるところまでいったが、南野のおかげで最後の瞬間に立ち直った」 と評した。最終的にリーグ戦で9得点6アシストを記録、アシスト数はアレクサンドル・ゴロビンと並んでチーム内最多タイ、前年の成績を大幅に上回った。またリーグ戦で3度、1得点1アシスト以上を記録したのは、南野とエムバペ、オーバメヤンの3人のみである。チームは2位で来シーズンのチャンピオンズリーグ本戦出場権を6季振りに獲得した。前年にワースト選手に選ばれた立場から、中心選手へと這い上がり進化した姿をみせた。
2024-25シーズン、開幕直前の8月12日親善試合FCバルセロナ戦で先発出場し、アシストを決め3-0の勝利に貢献した。また同大会のバルセロナの13連覇を阻んだ。迎えた開幕戦で先発フル出場し、ループシュートで1得点を決め1-0の勝利の立役者となった。CL初戦のFCバルセロナ戦で開始10分、相手ペナルティエリア手前でパスカットしたところを相手に倒され一発退場を誘発、2-1の勝利に貢献した。CL第3戦のレッドスター戦では、トップ下のポジションでフル出場し2得点、1アシストで5-1の勝利に貢献した。CL週間ベストイレブンに選出された。また、香川真司以来の日本人史上2人目のCLにおける1試合2得点を記録した他、同選手が記録した日本人CL通算最多得点記録（4得点）に並んだ。リーグ戦では欧州CLに出場するチームの過密日程に対応するためフル出場しない事も多かった。また退場者を出すなどモナコの不安定な試合運びもあり、ペナルティエリア付近のプレーよりも守備に関わることが多くなった。第22節では60分間で4ゴールに絡んだ。欧州CLの決勝トーナメント進出をかけたプレーオフのSLベンフィカ戦で得点を決めて日本人選手歴代最多得点記録(5得点)を樹立した。第33節リヨン戦ではドリブルから先制点を決めた。チームは3位以内を確定し、来季のチャンピオンズリーグ本戦出場権を獲得した。

## 代表経歴
2009年、U-15日本代表に選出され、AFC U-16選手権2010・予選グループリーグに出場。フィリピン戦でハットトリックを達成した。2010年のAFC U-16選手権2010ではベスト4まで勝ち進み、5得点を挙げて大会得点王に輝いた。2011年、FIFA U-17ワールドカップを前にFIFA公式サイト上で「Japan's lethal weapon（日本の最終兵器）」と題した特集が組まれ、U-17日本代表のエースとして期待された。大会前から不調に陥り、自身は1得点に終わったが、チームは自国開催だった1993年大会以来となる18年ぶりのベスト8進出を果たした。
2014年1月、ベトナムで開催されたU-19日本代表で出場したヌティフードカップで大会MVPを獲得。同年4月、日本代表候補トレーニングキャンプに初参加。2014 FIFAワールドカップ日本代表メンバーからは落選し、小野伸二以来となる10代でのW杯日本代表入りは叶わなかったが、同予備登録メンバーに選出された。10月に出場したAFC U-19選手権では4試合4得点と気を吐いたが、勝てば2015 FIFA U-20W杯出場権獲得となる北朝鮮戦で、自らのPK失敗により敗退が決まった。
2015年10月の2018年ロシアW杯アジア2次予選・シリア戦とイラン戦のメンバーに選ばれ、日本代表初選出となった。10月13日、イランとの親善試合で代表初出場を果たした。
2016年、リオ五輪の予選も兼ねたAFC U-23選手権2016のメンバーに選出された。グループリーグ第3戦のサウジアラビア戦では右サイドからドリブル突破して井手口陽介の得点をアシスト。U-23日本代表は決勝まで駒を進めたが、所属クラブからの帰還要請により決勝を前にチームから離脱した。リオデジャネイロオリンピックのメンバーに選出され、8月4日の初戦ナイジェリア戦では、同点ゴールを決めるも4-5の打ち合いの末に敗戦した。グループリーグでは3試合全てに出場したが、チームはグループリーグ敗退となった。
2018年9月11日、キリンチャレンジカップのコスタリカ戦で日本代表初ゴールを決めた。10月12日、パナマ戦で前半42分に先制点を挙げ2試合連続ゴールを記録。10月16日、ウルグアイ戦で12分に先制点、66分に4点目となる追加点を挙げて3戦連発を記録。代表監督が新体制（森保一）となって初陣から3戦連発はJリーグ発足後に限り、1997年の呂比須ワグナー（岡田武史）、2015年の岡崎慎司（ヴァイッド・ハリルホジッチ）に次ぐ史上3人目。
2019年1月、AFCアジアカップ2019のメンバーに選出された。準決勝のイラン戦では、後半11分にスルーパスに反応した南野と相手DFが交錯して転倒。イランの選手はすぐにプレーを止め、主審に向かってノーファールと南野のシミュレーションをアピールした。しかし、主審は笛を吹いておらずプレーを流しており、南野はすぐに起き上がるとボールに追いつきクロスを上げ、そのボールを大迫勇也が決めた。このアシストのほかにもPK獲得やアシストをし、この試合すべての得点に絡んだ。決勝戦のカタール戦ではこの大会初ゴールを挙げるも、1-3で敗れて準優勝となった。
2021年6月、2022 FIFAワールドカップ・アジア2次予選のタジキスタン戦で、日本代表史上初のワールドカップ予選開幕からの7戦連続ゴールを達成した。これでW杯2次予選開幕から7試合連続ゴールとなり、2016年に本田圭佑がマークした出場7試合連続得点の記録に並ぶ歴代最長得点を記録したが、クラブ事情によりチームを離脱することになった。結局次戦のアジア最終予選・サウジアラビア戦では得点できず、記録は7でストップした。
最終予選では第1節、第2節を除く全8試合に出場(スタメン7試合、交代出場1試合)。所属クラブが2019年に世界一に輝いた強豪リヴァプールであったことや、2次予選で主力として活躍したことから大きな期待がされたが、得点数・アシスト数共に1、決定機逸数がチーム内でワースト1位になった。
2022年11月1日、カタールW杯に臨む日本代表に背番号10で選出された。クラブや代表での低調なパフォーマンスからW杯メンバーから落選するのではないかとメディアなどから声があった中での選出だった。グループリーグ第1戦のドイツ戦では、森保監督によって途中出場で堂安律と共に2シャドーで起用されたことで好機を創出し、自身のシュートをマヌエル・ノイアーがはじいた流れから、堂安が得点を決めた。森保ジャパン発足以降練習試合を含めて一度も披露されなかったフォーメーションの中で、途中出場した全選手が得点に絡むなどチームメイトと共に久々にプレーに輝きを取り戻した。
決勝トーナメント1回戦のクロアチア戦でも途中出場。試合は延長戦の末PK戦となり、森保監督がキッカーの立候補を促したが、5秒間誰も手を挙げず南野が1番手に名乗りをあげた。しかし、そのPKはドミニク・リヴァコヴィッチに防がれ、その後の三笘薫、吉田麻也のPKも防がれチームは敗退を喫した（ワールドカップのPK戦での3回のセーブは、史上3人目、ドミニクは準々決勝のブラジル戦でもPK戦を制した）。その後、森保監督から「PK、1番に蹴ってくれてありがとう。大変な役回りになったけど、嫌な顔一つせず、チームを支えてくれてありがとう」と声をかけられ、日本代表のYouTubeチャンネルでロッカールームで下を向く南野に長友佑都が「ありがとうタキ。お前、勇気があるな」「勇気あるな、マジで。俺は蹴れん。マジありがとう」と声をかける姿が映っている。
その後は代表に招集されない事が続いていたが、2023年10月4日、カナダ及びチュニジアとの親善試合に臨む日本代表メンバーに選出され、カタールW杯以来の約10ヶ月振りの代表復帰となった。
2024年1月1日に行われたタイとの強化試合では、後半途中から出場。試合終盤に訪れたGKとの1対1のチャンスを逸すも、その直後にゴールを挙げ、約2年ぶりの代表での得点となった。
2024年1月14日に行われたベトナムとのAFCアジアカップ2023初戦では2ゴール1アシストに加えて献身的な守備を見せ、勝利に大きく貢献した。各メディアやファン投票でもMVPに選ばれ「タッキタキ」「主軸はこの男。2022年のワールドカップの後、彼は終わったかに思えた。しかし、キーパーソンになれる事を証明し、競争に火をつけた。」「守備でも抜群の存在感を発揮。高い位置でのボール奪取に貢献し、走り続けた。」と評された。
2026年北中米W杯アジア最終予選、中国との初戦では、2シャドーの一角で起用されファーサイドに決めるスーパーゴールなど、相手DF陣を翻弄する狭いスペースでのドリブル突破で2得点を決め、この試合の最優秀選手に選ばれた。11月のインドネシア戦で、得点を決め元日本代表の小野伸二、中村憲剛から「ゴール前への入り方、シュートの精度が素晴らしかったパーフェクトなゴール」「シャープな動き、シャープなシュート。本当に素晴らしい。あの動き方をされると、DFは付いていけない」と評された。この得点で歴代10位となる代表Aマッチ通算24点目を記録した。

## プレースタイル
ポジションはセカンドトップや4-2-3-1などのウインガーであり、高い献身性や前線での判断力、鮮明で創造的なパス、狭いスペースでの素速さ、長距離でのスピードに長けている。

## 評価
- アジアカップ2019の準決勝イラン戦では、相手のバイタルエリアで倒され、イランの選手がプレーを止め審判にノーファウルをアピールする最中もプレーを止めずボールを追い、ノーマークの状態で大迫の先制点をアシストするクロスを上げた。FOXスポーツアジア版は「南野だけはボールを追い続け、素晴らしいクロスを入れた」と賞賛した[109]。日本代表トップチームでは2018年に森保一監督の体制が発足して以降、トップ下のポジションで起用され、2ゴールを上げた同年のウルグアイ戦以降、中島翔哉、堂安律と共に評価を高めた[110]。
- リヴァプール主将のヘンダーソンは「選手というのは、常に出番を想定して準備を整える必要がある。だから適切な準備と、普段の練習姿勢が本当に大事になる。この点でタキ・ミナミノが示しているメンタリティは素晴らしいの一言だ。先発であろうとベンチから途中交代で出場しようと、彼の姿勢は我々が常に求めている模範的なものだ」と話している[111]。
- リヴァプールのユルゲン・クロップ監督は「タキは日々の練習で常にベストを尽くしている。だからその姿勢を知っている誰もが彼のゴールを喜ぶんだ。監督にとって、彼は夢のような選手だ」「タキは実際には問題はないが、彼のポジションの他の選手がとても優秀で、我々にとってはありがたいことに彼らは怪我をしていない。それだけなんだ。タキ自身は絶対に大丈夫なんだ。それに彼は我々のゲームを本当によく理解しているので、投入すればすぐに我々のサッカーの大部分を担うことができる。」などと話している[111][112][113]。また、2年半で公式戦55試合14得点という結果について「うまくいかなかったと思う人もいるようだが、これは間違っている。私はそれを受け入れない」と断言[114]。「我々が彼に与えることができた出場機会よりもはるかに大きな貢献をしてくれたんだ。チームを向上させてくれるし、彼がリバプールで成し遂げたことはいつまでも色あせないんだ」「ぜひとも引き留めたかった。でも、彼がもっと頻繁に、もっと定期的にプレーしたいということはわかっていた。モナコへと移籍することになったし、彼にとっては完璧に理にかなっていることだ。」「彼がいなければ我々がカップ戦で優勝することはなかった。それは100％真実だ。彼にとってモナコは素晴らしいクラブで、これからも素晴らしいキャリアを歩むだろう。彼が戻ってきた時にはいつでも歓迎される。」と讃えた[114][115][116]。
- 南野のASモナコ移籍後、リヴァプール、南野共に不調に陥っている状況を踏まえて古巣リヴァプールの専門メディアは、「タキがレッズの一員だったときは、彼は大きな役割を担った。確かにプレミアリーグのレギュラーではなかったが、だからといって彼がインパクトを残さなかったということではない。昨季のリバプールが2つのタイトルを獲得したのは、国内カップ戦の双方でチーム得点王になった彼のおかげであることが大きい。彼の決定的なゴールがなければ優勝はなかった。もしも、チームに残留していたらどうだったかを思わずにはいられない。ディオゴ・ジョッタとルイス・ディアスのケガによる離脱で、彼はかなりの出場機会を手にしていたはずだ。とにかく、今後、活躍できることを願う」と述べた[55][117]。
- 2022-23シーズンは、1年に渡って酷評され続けた。フランス大手紙「レキップ」は「ボールを持っていないときには、チームの弱点。ボールを持っている時は多くの選択を間違える。守備にも関われない」と評し[118]、ブラジル大手メディア「globo」は「リバプールFCからの加入で期待感もあったが、欧州の日本人の中で最も失望させられた。今後たとえ出場したとしても、何の影響も与えられないだろう」と評した[119]。シーズン終了後にはフランスメディアから今季のワースト選手に選出された。SNS上で悪意あるユーザーからは侮蔑され続けた。また2023年3月、日本メディアのフットボールチャンネル編集部から「ワールドカップでは全てベンチスタートでパッとしなかった。所属するモナコでも苦戦続き。どん底、もはやここから巻き返せるような気配すらない」と酷評された[120]。
- モナコの監督が変わった2023-24シーズンは、低調だった前年とはうってかわった働きを早々にみせ、英メディアは「昨季リーグで最も貧弱な新戦力と見なされた南野拓実ほど進化している選手はいない。」「灰の中から這い上がり、重要な選手へと変貌を遂げた。」[121] と評した[122]。韓国メディアのイーデイリーは「1年目は幽霊だった。しかし今シーズンに完全に生まれ変わり、また新たなる期待感を生んだ。彼の大活躍に支えられ、モナコはパリSGに続きリーグ2位でシーズンを終えた。チャンピオンズリーグ（CL）の切符も獲得した」と評した[123]。現地フランス大手紙『レキップ』のリーグアン週間ベストイレブンには7度選出され、チーム内最多選出でシーズン終了後には、年間ベストイレブンに選出された[124][125]。リーグアン公式の「ファンが選ぶ年間ベストイレブン」「ASモナコの年間MVP」にも選ばれた。
- ASモナコで2024-25シーズンに活躍し、2027年まで契約延長を結んだ際に、監督のアドルフ・ヒュッターは「彼はライン間でプレーする最高の選手の1人だ。彼を相手に守ることは決して簡単なことではない」「彼はマグネス・アクリウシェやエリース・ベン・セギル、アレクサンドル・ゴロヴィンとは異なる特徴を持っている。とても万能性が高く、攻撃的な複数のポジションでプレーできる。だから、彼は我々に複数の戦術的な選択肢を与えてくれている」と話した[126]。

## エピソード
- 2014年1月13日、大阪市東住吉区の駒川商店街で行われた「東住吉区成人の日記念のつどい」に出席し、「1分間連続ハイタッチ」のギネス世界記録に挑戦。お笑いトリオ「安田大サーカス」の団長安田が保持していた世界記録171人を上回る182人とのハイタッチに成功し、その場で世界記録に認定された[127]
- 2023年5月14日、リーグ・アン第35節LOSCリール戦で、キックオフと同時にボールをドリブルして、試合開始1秒で反則をとられたことがある[128]。この珍事にネット上では「キックオフドリブル」などと話題になった。後にDAZNの内田篤人の対談企画「アツトカケル」にて回顧した南野は、「試合前に前のコーチが来て、『タキ、今日キックオフで後ろに返すふりしてドリブルして裏にボール出すぞ』と言ってきた。俺が『無理やで、できへんよ』と言ったらそいつが結構ガチめに『いやいや、出来るから。ルール変わったから』と言ってきた」と語った。さらには以前キックオフのルールが改訂されていたこともあり、「Googleで調べようかなと思ったけど、あまりにもそいつの顔がガチすぎて、『あれ、もしかしたらそれも変わってたんかな』と勝手に思って、自分も」と、キックオフドリブルをするまでに至った経緯を暴露した。その後、「ハーフタイムに俺が怒って、『言ったやん。こんなん今頃TikTokやTwitterに絶対流れてるで』と言ったら『これは俺たち2人で作った作品だな』と肩組んできた」と顛末を明かした。南野はさらに、キックオフドリブルをしたことについて「なんであの時俺も、それがいけるって思ってしまったんやろっていう後悔はありますけどね」とも語っている。
- 2023年12月10日、リーグ・アン第15節スタッド・レンヌ戦で、全力疾走で自陣ボックス内に駆け込み、相手がシュートする直前だったボールを豪快にクリアして失点を防ぎ、献身的な守備を見せた[129]。
- ショベルカーとリフティングした事がある[130]。
- 2024年4月7日のリーグアン第28節スタッド・レンヌ戦で、至近距離で女性主審の顔面にボールをぶつけてしまい、謝罪したことでフランス国内で注目を集めた。フランス国内で反響を呼んだハプニングは、後半アディショナルタイム90+6分に発生。南野はステファニー・フラパール主審がホイッスルを鳴らした直後、味方選手からのヘディングに反応。右足を高く上げてボールを蹴ると、これが主審の頭部に直撃した。主審の判定にフラストレーションを溜めていたリーグアンファンから「フランスサッカー界全体が南野に感謝している」「フラパール主審の顔面にボールぶつけてありがとう」「南野はリーグアン屈指のベストプレーヤー」といったメッセージが寄せられ、フランス版のXで「Minamino」がトレンド入りし話題を集めた。

## 所属クラブ
ユース経歴
- 2004年 - 2007年 ゼッセル熊取FC（泉佐野市立長坂小学校）
- 2007年 - 2009年 セレッソ大阪U-15（泉佐野市立第三中学校）
- 2010年 - 2012年 セレッソ大阪U-18（興國高等学校）
  - 2012年 セレッソ大阪（2種登録選手）

プロ経歴
- 2013年 - 2014年 セレッソ大阪
- 2015年1月 - 2019年 FCレッドブル・ザルツブルク
- 2020年1月 - 2022年6月 リヴァプールFC
  - 2021年2月 - 同年6月  サウサンプトンFC（期限付き移籍）
- 2022年6月 - ASモナコ

## 個人成績
| 国内大会個人成績 | 国内大会個人成績 | 国内大会個人成績 | 国内大会個人成績       | 国内大会個人成績 | 国内大会個人成績 | 国内大会個人成績 | 国内大会個人成績 | 国内大会個人成績 | 国内大会個人成績 | 国内大会個人成績 | 国内大会個人成績 |
| 年度             | クラブ           | 背番号           | リーグ                 | リーグ戦         | リーグ戦         | リーグ杯         | リーグ杯         | オープン杯       | オープン杯       | 期間通算         | 期間通算         |
| 年度             | クラブ           | 背番号           | リーグ                 | 出場             | 得点             | 出場             | 得点             | 出場             | 得点             | 出場             | 得点             |
| 日本             | 日本             | 日本             | 日本                   | リーグ戦         | リーグ戦         | リーグ杯         | リーグ杯         | 天皇杯           | 天皇杯           | 期間通算         | 期間通算         |
| ---------------- | ---------------- | ---------------- | ---------------------- | ---------------- | ---------------- | ---------------- | ---------------- | ---------------- | ---------------- | ---------------- | ---------------- |
| 2012             | C大阪            | 34               | J1                     | 3                | 0                | 0                | 0                | 2                | 1                | 5                | 1                |
| 2013             | C大阪            | 13               | J1                     | 29               | 5                | 8                | 3                | 1                | 0                | 38               | 8                |
| 2014             | C大阪            | 13               | J1                     | 30               | 2                | 2                | 2                | 3                | 2                | 35               | 6                |
| オーストリア     | オーストリア     | オーストリア     | オーストリア           | リーグ戦         | リーグ戦         | リーグ杯         | リーグ杯         | オーストリア杯   | オーストリア杯   | 期間通算         | 期間通算         |
| 2014-15          | ザルツブルク     | 18               | オーストリア・ブンデス | 14               | 3                | -                | -                | 2                | 0                | 16               | 3                |
| 2015-16          | ザルツブルク     | 18               | オーストリア・ブンデス | 32               | 10               | -                | -                | 4                | 2                | 36               | 12               |
| 2016-17          | ザルツブルク     | 18               | オーストリア・ブンデス | 21               | 11               | -                | -                | 5                | 3                | 26               | 14               |
| 2017-18          | ザルツブルク     | 18               | オーストリア・ブンデス | 28               | 7                | -                | -                | 4                | 1                | 32               | 8                |
| 2018-19          | ザルツブルク     | 18               | オーストリア・ブンデス | 27               | 6                | -                | -                | 5                | 3                | 31               | 9                |
| 2019-20          | ザルツブルク     | 18               | オーストリア・ブンデス | 14               | 5                | -                | -                | 2                | 2                | 16               | 7                |
| イングランド     | イングランド     | イングランド     | イングランド           | リーグ戦         | リーグ戦         | FLカップ         | FLカップ         | FAカップ         | FAカップ         | 期間通算         | 期間通算         |
| 2019-20          | リヴァプール     | 18               | プレミア               | 10               | 0                | 0                | 0                | 3                | 0                | 13               | 0                |
| 2020-21          | リヴァプール     | 18               | プレミア               | 9                | 1                | 2                | 2                | 1                | 0                | 12               | 3                |
| 2020-21          | サウサンプトン   | 19               | プレミア               | 10               | 2                | 0                | 0                | 0                | 0                | 10               | 2                |
| 2021-22          | リヴァプール     | 18               | プレミア               | 11               | 3                | 5                | 4                | 4                | 3                | 20               | 10               |
| フランス         | フランス         | フランス         | フランス               | リーグ戦         | リーグ戦         | F・リーグ杯      | F・リーグ杯      | フランス杯       | フランス杯       | 期間通算         | 期間通算         |
| 2022-23          | モナコ           | 18               | リーグ・アン           | 18               | 1                | -                | -                | 1                | 0                | 19               | 1                |
| 2023-24          | モナコ           | 18               | リーグ・アン           | 30               | 9                | -                | -                | 1                | 0                | 31               | 9                |
| 2024-25          | モナコ           | 18               | リーグ・アン           | 31               | 6                | -                | -                | 2                | 0                | 33               | 6                |
| 通算             | 日本             | 日本             | J1                     | 62               | 7                | 10               | 5                | 6                | 3                | 78               | 15               |
| 通算             | オーストリア     | オーストリア     | オーストリア・ブンデス | 136              | 42               | -                | -                | 22               | 11               | 158              | 53               |
| 通算             | イングランド     | イングランド     | プレミア               | 40               | 6                | 7                | 6                | 8                | 3                | 55               | 15               |
| 通算             | フランス         | フランス         | リーグ・アン           | 79               | 16               | -                | -                | 4                | 0                | 83               | 16               |
| 総通算           | 総通算           | 総通算           | 総通算                 | 317              | 71               | 17               | 11               | 40               | 17               | 374              | 99               |

- 2012年は2種登録選手として出場。

その他の公式戦
- 2020年
  - FAコミュニティ・シールド 1試合1得点
- 2025年
  - トロフェ・デ・シャンピオン 1試合0得点

| 国際大会個人成績 | 国際大会個人成績 | 国際大会個人成績 | 国際大会個人成績 | 国際大会個人成績 |
| 年度             | クラブ           | 背番号           | 出場             | 得点             |
| AFC              | AFC              | AFC              | ACL              | ACL              |
| ---------------- | ---------------- | ---------------- | ---------------- | ---------------- |
| 2014             | C大阪            | 13               | 7                | 2                |
| 通算             | AFC              | AFC              | 7                | 2                |
| UEFA EL          | UEFA EL          | UEFA EL          | UEFA EL          | UEFA EL          |
| 2014-15          | ザルツブルク     | 18               | 1                | 0                |
| 2016-17          | ザルツブルク     | 18               | 4                | 0                |
| 2017-18          | ザルツブルク     | 18               | 9                | 2                |
| 2018-19          | ザルツブルク     | 18               | 10               | 4                |
| 2022-23          | モナコ           | 18               | 4                | 0                |
| UEFA CL          | UEFA CL          | UEFA CL          | UEFA CL          | UEFA CL          |
| 2019-20          | ザルツブルク     | 18               | 6                | 2                |
| 2019-20          | リヴァプール     | 18               | 1                | 0                |
| 2020-21          | リヴァプール     | 18               | 4                | 0                |
| 2021-22          | リヴァプール     | 18               | 4                | 0                |
| 2024-25          | モナコ           | 18               | 9                | 3                |
| 通算             | UEFA             | UEFA             | 52               | 11               |

その他の国際公式戦
- 2015年
  - UEFAヨーロッパリーグ プレーオフ 2試合1得点
- 2016年
  - UEFAチャンピオンズリーグ プレーオフ 1試合0得点
- 2017年
  - UEFAチャンピオンズリーグ プレーオフ 3試合1得点
  - UEFAヨーロッパリーグ プレーオフ 1試合0得点
- 2018年
  - UEFAチャンピオンズリーグ プレーオフ 3試合1得点
- 2022年
  - UEFAチャンピオンズリーグ プレーオフ 2試合0得点

### 出場歴
- Jリーグ初出場 - 2012年11月17日 J1第32節 vs大宮アルディージャ（キンチョウスタジアム）
- 公式戦初得点 - 2012年12月15日 天皇杯4回戦 vs清水エスパルス（長居陸上競技場）
- Jリーグ初得点 - 2013年7月6日 J1第14節 vsジュビロ磐田（ヤマハスタジアム）
- オーストリア・ブンデスリーガ初出場 - 2015年2月14日 第20節 vs1.ヴィーナー・ノイシュテッターSC（ドイツ語版）（マグナ・アレーナ（ドイツ語版））
- オーストリア・ブンデスリーガ初得点 - 2015年3月4日 第23節 vsFCアドミラ・ヴァッカー・メードリング（マリア・エンツェルドルフ）
- プレミアリーグ初出場 - 2020年1月23日 第24節 vsウルバーハンプトン・ワンダラーズFC（モリニュー・スタジアム）
- プレミアリーグ初得点 - 2020年12月19日 第14節 vsクリスタル・パレスFC（セルハースト・パーク）
- リーグ・アン初出場 - 2022年8月31日 第3節 vsRCランス（スタッド・ルイ・ドゥ）
- リーグ・アン初得点 - 2022年9月18日 第8節 vsスタッド・ランス（スタッド・オーギュスト＝ドローヌ）

## タイトル

### クラブ
セレッソ大阪U-18
- 高円宮杯U-18サッカーリーグ プリンスリーグ関西1部：1回（2010年）

レッドブル・ザルツブルク
- ブンデスリーガ：5回（2014-15、2015-16、2016-17、2017-18、2018-19）
- オーストリア・カップ：4回（2014-15、2015-16、2016-17、2018-19）

リヴァプール
- プレミアリーグ：1回（2019-20）
- EFLカップ：1回（2021-22）
- FAカップ：1回（2021-22）

### 代表
U-23日本代表
- AFC U-23選手権：1回（2016年）

### 個人
- 第24回日本クラブユースサッカー選手権（U-15）大会 得点王 : 2009年
- AFC U-16選手権2010 得点王 : 2010年
- 第19回Jリーグユース選手権大会 得点王 : 2011年
- Jリーグベストヤングプレーヤー賞 : 2013年
- ヌティフードカップ2014 MVP : 2014年
- ワールドカップ予選開幕連続得点記録（7試合連続）：2021年
- イングランド国内公式戦決定率1位（34.5%、シュート29本/10得点）：2021-22[131]
- イングランド国内公式戦1得点に要した平均出場時間最少（79.5分）：2021-22[131]
- FAカップベストイレブン：2021-22
- BBC月間ベストゴール：2022年5月
- ASモナコのファンが選ぶ月間MVP：2023年8月、2024年2月[132][133]
- データサイトSofascoreが選ぶ欧州月間ベストイレブン：2023年8月[134]
- リーグアン公式UNFP月間最優秀選手賞：2023年8月[135]
- リーグ・アン公式、チームオブザシーズン、ASモナコ：2023-24[136]
- フランス紙レキップが選ぶリーグアン年間ベストイレブン：2023-24[124]
- リーグ・アン公式、ファンが選ぶ年間ベストイレブン：2023-24[137]
- ASモナコ年間MVP：2023-24[138]

### その他
- 日本プロスポーツ大賞 新人賞：2013年

## 代表歴
- 国際Aマッチ初出場 - 2015年10月13日 - 国際親善試合 vsイラン代表（アザディ・スタジアム）
- 国際Aマッチ初得点 - 2018年9月11日 - キリンチャレンジカップ2018 vsコスタリカ代表（パナソニックスタジアム吹田）
- 国際Aマッチ50試合出場 - 2023年11月16日 - 2026 FIFAワールドカップ・アジア2次予選 vsミャンマー代表（パナソニックスタジアム吹田）

### 出場大会
- U-15日本代表
  - 2009年 - AFC U-16選手権2010 (予選)
- U-16日本代表
  - 2010年 - 第38回モンテギュー国際大会、AFC U-16選手権2010
- U-17日本代表
  - 2011年 - FIFA U-17ワールドカップ
  - 2012年 - 第16回国際ユースサッカーin新潟
- U-18日本代表
  - 2011年 - Traditional Winter Tournament Israel 2011
  - 2013年 - AFC U-19選手権2014 (予選)
- U-19日本代表
  - 2014年 - ヌティフードカップ2014、AFC U-19選手権2014
- U-21日本代表
- U-22日本代表 
  - 2015年 - AFC U-23選手権2016 (予選)
- U-23日本代表
  - 2016年 - AFC U-23選手権2016
  - 2016年 - トゥーロン国際大会
  - 2016年 - リオデジャネイロオリンピック
- 日本代表
  - 2014年 - FIFAワールドカップ・ブラジル大会 予備登録メンバー
  - 2015年 - 2018 FIFAワールドカップ・アジア2次予選
  - 2018年 - キリンチャレンジカップ
  - 2019年 - AFCアジアカップ2019
  - 2019年 - 2022 FIFAワールドカップ・アジア2次予選
  - 2022年 - 2022 FIFAワールドカップ
  - 2023年 - 2026 FIFAワールドカップ・アジア2次予選
  - 2024年 - AFCアジアカップ2023
  - 2024年 - 2026 FIFAワールドカップ・アジア3次予選

### 試合数
- 国際Aマッチ 67試合 24得点（2015年 - ）

| 日本代表 | 国際Aマッチ | 国際Aマッチ |
| 年       | 出場        | 得点        |
| -------- | ----------- | ----------- |
| 2015     | 2           | 0           |
| 2018     | 5           | 4           |
| 2019     | 15          | 7           |
| 2020     | 4           | 1           |
| 2021     | 9           | 4           |
| 2022     | 12          | 1           |
| 2023     | 4           | 0           |
| 2024     | 14          | 7           |
| 2025     | 2           | 0           |
| 通算     | 67          | 24          |

### 出場
| No. | 開催日         | 開催都市         | スタジアム                                             | 対戦国                 | 結果        | 監督                       | 大会                                                             |
| --- | -------------- | ---------------- | ------------------------------------------------------ | ---------------------- | ----------- | -------------------------- | ---------------------------------------------------------------- |
| 1.  | 2015年10月13日 | テヘラン         | アザディスタジアム                                     | イラン                 | △1-1        | ヴァイッド・ハリルホジッチ | 国際親善試合                                                     |
| 2.  | 2015年11月17日 | プノンペン       | プノンペン・ナショナルスタジアム                       | カンボジア             | ○2-0        | ヴァイッド・ハリルホジッチ | 2018 FIFAワールドカップ・アジア2次予選兼 AFCアジアカップUAE予選  |
| 3.  | 2018年9月11日  | 吹田             | パナソニックスタジアム吹田                             | コスタリカ             | ○3-0        | 森保一                     | キリンチャレンジカップ2018                                       |
| 4.  | 2018年10月12日 | 新潟             | デンカビックスワンスタジアム                           | パナマ                 | ○3-0        | 森保一                     | キリンチャレンジカップ2018                                       |
| 5.  | 2018年10月16日 | さいたま         | 埼玉スタジアム2002                                     | ウルグアイ             | ○4-3        | 森保一                     | キリンチャレンジカップ2018                                       |
| 6.  | 2018年11月16日 | 大分             | 大分スポーツ公園総合競技場                             | ベネズエラ             | △1-1        | 森保一                     | キリンチャレンジカップ2018                                       |
| 7.  | 2018年11月20日 | 豊田             | 豊田スタジアム                                         | キルギス               | ○4-0        | 森保一                     | キリンチャレンジカップ2018                                       |
| 8.  | 2019年1月9日   | ドバイ           | アール・ナヒヤーン・スタジアム                         | トルクメニスタン       | ○3-2        | 森保一                     | AFCアジアカップ2019                                              |
| 9.  | 2019年1月13日  | アブダビ         | シェイク・ザイード・スタジアム                         | オマーン               | ○1-0        | 森保一                     | AFCアジアカップ2019                                              |
| 10. | 2019年1月21日  | シャールジャ     | シャールジャ・スタジアム                               | サウジアラビア         | ○1-0        | 森保一                     | AFCアジアカップ2019                                              |
| 11. | 2019年1月24日  | ドバイ           | アール・マクトゥーム・スタジアム                       | ベトナム               | ○1-0        | 森保一                     | AFCアジアカップ2019                                              |
| 12. | 2019年1月28日  | アル・アイン     | ハッザーア・ビン・ザーイド・スタジアム                 | イラン                 | ○3-0        | 森保一                     | AFCアジアカップ2019                                              |
| 13. | 2019年2月1日   | アブダビ         | シェイク・ザイード・スタジアム                         | カタール               | ●1-3        | 森保一                     | AFCアジアカップ2019                                              |
| 14. | 2019年3月22日  | 横浜             | 日産スタジアム                                         | コロンビア             | ●0-1        | 森保一                     | キリンチャレンジカップ2019                                       |
| 15. | 2019年3月26日  | 神戸             | ノエビアスタジアム神戸                                 | ボリビア               | ○1-0        | 森保一                     | キリンチャレンジカップ2019                                       |
| 16. | 2019年6月5日   | 豊田             | 豊田スタジアム                                         | トリニダード・トバゴ   | △0-0        | 森保一                     | キリンチャレンジカップ2019                                       |
| 17. | 2019年6月9日   | 利府             | ひとめぼれスタジアム宮城                               | エルサルバドル         | ○2-0        | 森保一                     | キリンチャレンジカップ2019                                       |
| 18. | 2019年9月5日   | 鹿嶋             | 茨城県立カシマサッカースタジアム                       | パラグアイ             | ○2-0        | 森保一                     | キリンチャレンジカップ2019                                       |
| 19. | 2019年9月10日  | ヤンゴン         | トゥウンナ・スタジアム                                 | ミャンマー             | ○2-0        | 森保一                     | 2022 FIFAワールドカップ・アジア2次予選兼 AFCアジアカップ2023予選 |
| 20. | 2019年10月10日 | さいたま         | 埼玉スタジアム2002                                     | モンゴル               | ○6-0        | 森保一                     | 2022 FIFAワールドカップ・アジア2次予選兼 AFCアジアカップ2023予選 |
| 21. | 2019年10月15日 | ドゥシャンベ     | ドゥシャンベ・セントラル・スタジアム                   | タジキスタン           | ○3-0        | 森保一                     | 2022 FIFAワールドカップ・アジア2次予選兼 AFCアジアカップ2023予選 |
| 22. | 2019年11月14日 | ビシュケク       | ドレン・オムルザコフ・スタジアム                       | キルギス               | ○2-0        | 森保一                     | 2022 FIFAワールドカップ・アジア2次予選兼 AFCアジアカップ2023予選 |
| 23. | 2020年10月9日  | ユトレヒト       | スタディオン・ハルヘンワールト                         | カメルーン             | △0-0        | 森保一                     | 国際親善試合                                                     |
| 24. | 2020年10月13日 | ユトレヒト       | スタディオン・ハルヘンワールト                         | コートジボワール       | ○1-0        | 森保一                     | 国際親善試合                                                     |
| 25. | 2020年11月13日 | グラーツ         | メルクーア・アレーナ                                   | パナマ                 | ○1-0        | 森保一                     | 国際親善試合                                                     |
| 26. | 2020年11月17日 | グラーツ         | メルクーア・アレーナ                                   | メキシコ               | ●0-2        | 森保一                     | 国際親善試合                                                     |
| 27. | 2021年3月25日  | 横浜             | 日産スタジアム                                         | 韓国                   | ○3-0        | 森保一                     | 国際親善試合                                                     |
| 28. | 2021年3月30日  | 千葉             | フクダ電子アリーナ                                     | モンゴル               | ○14-0       | 森保一                     | 2022 FIFAワールドカップ・アジア2次予選兼 AFCアジアカップ2023予選 |
| 29. | 2021年5月28日  | 千葉             | フクダ電子アリーナ                                     | ミャンマー             | ○10-0       | 森保一                     | 2022 FIFAワールドカップ・アジア2次予選兼 AFCアジアカップ2023予選 |
| 30. | 2021年6月7日   | 吹田             | パナソニックスタジアム吹田                             | タジキスタン           | ○4-1        | 森保一                     | 2022 FIFAワールドカップ・アジア2次予選兼 AFCアジアカップ2023予選 |
| 31. | 2021年6月11日  | 神戸             | ノエビアスタジアム神戸                                 | セルビア               | ○1-0        | 森保一                     | キリンチャレンジカップ2021                                       |
| 32. | 2021年10月8日  | ジッダ           | キング・アブドゥッラー・スポーツシティ                 | サウジアラビア         | ●0-1        | 森保一                     | 2022 FIFAワールドカップ・アジア3次予選                           |
| 33. | 2021年10月12日 | さいたま         | 埼玉スタジアム2002                                     | オーストラリア         | ○2-1        | 森保一                     | 2022 FIFAワールドカップ・アジア3次予選                           |
| 34. | 2021年11月11日 | ハノイ           | ミーディン国立競技場                                   | ベトナム               | ○1-0        | 森保一                     | 2022 FIFAワールドカップ・アジア3次予選                           |
| 35. | 2021年11月16日 | マスカット       | スルタン・カーブース・スポーツコンプレックス           | オマーン               | ○1-0        | 森保一                     | 2022 FIFAワールドカップ・アジア3次予選                           |
| 36. | 2022年1月27日  | さいたま         | 埼玉スタジアム2002                                     | 中国                   | ○2-0        | 森保一                     | 2022 FIFAワールドカップ・アジア3次予選                           |
| 37. | 2022年2月1日   | さいたま         | 埼玉スタジアム2002                                     | サウジアラビア         | ○2-0        | 森保一                     | 2022 FIFAワールドカップ・アジア3次予選                           |
| 38. | 2022年3月24日  | シドニー         | スタジアム・オーストラリア                             | オーストラリア         | ○2-0        | 森保一                     | 2022 FIFAワールドカップ・アジア3次予選                           |
| 39. | 2022年3月29日  | さいたま         | 埼玉スタジアム2002                                     | ベトナム               | △1-1        | 森保一                     | 2022 FIFAワールドカップ・アジア3次予選                           |
| 40. | 2022年6月6日   | 新宿             | 国立競技場                                             | ブラジル               | ●0-1        | 森保一                     | キリンチャレンジカップ2022                                       |
| 41. | 2022年6月10日  | 神戸             | ノエビアスタジアム神戸                                 | ガーナ                 | ○4-1        | 森保一                     | キリンカップサッカー2022                                         |
| 42. | 2022年6月14日  | 吹田             | パナソニックスタジアム吹田                             | チュニジア             | ●0-3        | 森保一                     | キリンカップサッカー2022                                         |
| 43. | 2022年9月27日  | デュッセルドルフ | デュッセルドルフ・アレーナ                             | エクアドル             | △0-0        | 森保一                     | 国際親善試合                                                     |
| 44. | 2022年11月17日 | ドバイ           | アール・マクトゥーム・スタジアム                       | カナダ                 | ●1-2        | 森保一                     | 国際親善試合                                                     |
| 45. | 2022年11月23日 | ライヤーン       | ハリーファ国際スタジアム                               | ドイツ                 | ○2-1        | 森保一                     | 2022 FIFAワールドカップ                                          |
| 46. | 2022年11月27日 | ライヤーン       | アフメド・ビン＝アリー・スタジアム                     | コスタリカ             | ●0-1        | 森保一                     | 2022 FIFAワールドカップ                                          |
| 47. | 2022年12月6日  | アル＝ワクラ     | アル・ジャヌーブ・スタジアム                           | クロアチア             | △1-1(PK1-3) | 森保一                     | 2022 FIFAワールドカップ                                          |
| 48. | 2023年10月13日 | 新潟             | デンカビッグスワンスタジアム                           | カナダ                 | ○4-1        | 森保一                     | MIZUHO DREAM MATCH 2023                                          |
| 49  | 2023年10月17日 | 神戸             | ノエビアスタジアム神戸                                 | チュニジア             | ○2-0        | 森保一                     | キリンチャレンジカップ2023                                       |
| 50. | 2023年11月16日 | 吹田             | パナソニックスタジアム吹田                             | ミャンマー             | ○5-0        | 森保一                     | 2026 FIFAワールドカップ・アジア2次予選兼 AFCアジアカップ2027予選 |
| 51. | 2023年11月21日 | ジッダ           | プリンス・アブドゥッラー・アル・ファイサル・スタジアム | シリア                 | ○5-0        | 森保一                     | 2026 FIFAワールドカップ・アジア2次予選兼 AFCアジアカップ2027予選 |
| 52. | 2024年1月1日   | 新宿             | 国立競技場                                             | タイ                   | ○5-0        | 森保一                     | TOYO TIRES CUP 2024                                              |
| 53. | 2024年1月14日  | ドーハ           | アル・トゥマーマ・スタジアム                           | ベトナム               | ○4-2        | 森保一                     | AFCアジアカップ2023                                              |
| 54. | 2024年1月19日  | ライヤーン       | エデュケーション・シティ・スタジアム                   | イラク                 | ●1-2        | 森保一                     | AFCアジアカップ2023                                              |
| 55. | 2024年1月24日  | ドーハ           | アル・トゥマーマ・スタジアム                           | インドネシア           | ○3-1        | 森保一                     | AFCアジアカップ2023                                              |
| 56. | 2024年1月31日  | ドーハ           | アル・トゥマーマ・スタジアム                           | バーレーン             | ○3-1        | 森保一                     | AFCアジアカップ2023                                              |
| 57. | 2024年2月3日   | ライヤーン       | エデュケーション・シティ・スタジアム                   | イラン                 | ●1-2        | 森保一                     | AFCアジアカップ2023                                              |
| 58. | 2024年3月21日  | 東京             | 国立競技場                                             | 朝鮮民主主義人民共和国 | ○1-0        | 森保一                     | 2026 FIFAワールドカップ・アジア2次予選兼AFCアジアカップ2027予選  |
| 59. | 2024年6月11日  | 広島             | エディオンピースウイング広島                           | シリア                 | ○5-0        | 森保一                     | 2026 FIFAワールドカップ・アジア2次予選兼AFCアジアカップ2027予選  |
| 60. | 2024年9月5日   | さいたま         | 埼玉スタジアム2002                                     | 中国                   | ◯7-0        | 森保一                     | 2026 FIFAワールドカップ・アジア3次予選                           |
| 61. | 2024年9月10日  | リファー         | バーレーン・ナショナル・スタジアム                     | バーレーン             | ○5-0        | 森保一                     | 2026 FIFAワールドカップ・アジア3次予選                           |
| 62. | 2024年10月10日 | ジッダ           | キング・アブドゥッラー・スポーツシティ・スタジアム     | サウジアラビア         | ○2-0        | 森保一                     | 2026 FIFAワールドカップ・アジア3次予選                           |
| 63. | 2024年10月15日 | さいたま         | 埼玉スタジアム2002                                     | オーストラリア         | △1-1        | 森保一                     | 2026 FIFAワールドカップ・アジア3次予選                           |
| 64. | 2024年11月15日 | ジャカルタ       | ゲロラ・ブン・カルノ・スタジアム                       | インドネシア           | ○4-0        | 森保一                     | 2026 FIFAワールドカップ・アジア3次予選                           |
| 65. | 2024年11月19日 | 廈門             | 廈門白鷺体育場                                         | 中国                   | ○3-1        | 森保一                     | 2026 FIFAワールドカップ・アジア3次予選                           |
| 66. | 2025年3月20日  | さいたま         | 埼玉スタジアム2002                                     | バーレーン             | ○2-0        | 森保一                     | 2026 FIFAワールドカップ・アジア3次予選                           |
| 67. | 2025年3月25日  | さいたま         | 埼玉スタジアム2002                                     | サウジアラビア         | △0-0        | 森保一                     | 2026 FIFAワールドカップ・アジア3次予選                           |

### ゴール
| ＃  | 開催年月日     | 開催地       | スタジアム                       | 対戦国         | 勝敗  | 試合概要                               |
| --- | -------------- | ------------ | -------------------------------- | -------------- | ----- | -------------------------------------- |
| 1.  | 2018年9月11日  | 吹田         | パナソニックスタジアム吹田       | コスタリカ     | ○3-0  | キリンチャレンジカップ2018             |
| 2.  | 2018年10月12日 | 新潟         | デンカビッグスワンスタジアム     | パナマ         | ○3-0  | キリンチャレンジカップ2018             |
| 3.  | 2018年10月16日 | さいたま     | 埼玉スタジアム2002               | ウルグアイ     | ○4-3  | キリンチャレンジカップ2018             |
| 4.  | 2018年10月16日 | さいたま     | 埼玉スタジアム2002               | ウルグアイ     | ○4-3  | キリンチャレンジカップ2018             |
| 5.  | 2019年2月1日   | アブダビ     | シェイク・ザイード・スタジアム   | カタール       | ●1-3  | AFCアジアカップ2019                    |
| 6.  | 2019年9月5日   | 鹿嶋         | 茨城県立カシマサッカースタジアム | パラグアイ     | ○2-0  | キリンチャレンジカップ2019             |
| 7.  | 2019年9月10日  | ヤンゴン     | トゥウンナ・スタジアム           | ミャンマー     | ○2-0  | 2022 FIFAワールドカップ・アジア2次予選 |
| 8.  | 2019年10月10日 | さいたま     | 埼玉スタジアム2002               | モンゴル       | ○6-0  | 2022 FIFAワールドカップ・アジア2次予選 |
| 9.  | 2019年10月15日 | ドゥシャンベ | パミール・スタジアム             | タジキスタン   | ○3-0  | 2022 FIFAワールドカップ・アジア2次予選 |
| 10. | 2019年10月15日 | ドゥシャンベ | パミール・スタジアム             | タジキスタン   | ○3-0  | 2022 FIFAワールドカップ・アジア2次予選 |
| 11. | 2019年11月14日 | ビシュケク   | ドレン・オムルザコフ・スタジアム | キルギス       | ○2-0  | 2022 FIFAワールドカップ・アジア2次予選 |
| 12. | 2020年11月13日 | グラーツ     | メルクーア・アレーナ             | パナマ         | ○1-0  | 国際親善試合                           |
| 13. | 2021年3月30日  | 千葉         | フクダ電子アリーナ               | モンゴル       | ○14-0 | 2022 FIFAワールドカップ・アジア2次予選 |
| 14. | 2021年5月28日  | 千葉         | フクダ電子アリーナ               | ミャンマー     | ○10-0 | 2022 FIFAワールドカップ・アジア2次予選 |
| 15. | 2021年5月28日  | 千葉         | フクダ電子アリーナ               | ミャンマー     | ○10-0 | 2022 FIFAワールドカップ・アジア2次予選 |
| 16. | 2021年6月7日   | 吹田         | パナソニックスタジアム吹田       | タジキスタン   | ○4-1  | 2022 FIFAワールドカップ・アジア2次予選 |
| 17. | 2022年2月1日   | さいたま     | 埼玉スタジアム2002               | サウジアラビア | ○2-0  | 2022 FIFAワールドカップ・アジア3次予選 |
| 18. | 2024年1月1日   | 新宿         | 国立競技場                       | タイ           | ○5-0  | TOYO TIRES CUP 2024                    |
| 19. | 2024年1月14日  | ドーハ       | アル・トゥマーマ・スタジアム     | ベトナム       | ○4-2  | AFCアジアカップ2023                    |
| 20. | 2024年1月14日  | ドーハ       | アル・トゥマーマ・スタジアム     | ベトナム       | ○4-2  | AFCアジアカップ2023                    |
| 21. | 2024年6月11日  | 広島         | エディオンピースウイング広島     | シリア         | ○5-0  | 2026 FIFAワールドカップ・アジア2次予選 |
| 22. | 2024年9月5日   | さいたま     | 埼玉スタジアム2002               | 中国           | ◯7-0  | 2026 FIFAワールドカップ・アジア3次予選 |
| 23. | 2024年9月5日   | さいたま     | 埼玉スタジアム2002               | 中国           | ◯7-0  | 2026 FIFAワールドカップ・アジア3次予選 |
| 24. | 2024年11月15日 | ジャカルタ   | ゲロラ・ブン・カルノ・スタジアム | インドネシア   | ○4-0  | 2026 FIFAワールドカップ・アジア3次予選 |

## 出演CM
- サントリーフーズ「ZONe」（2022年）[139]